# Atie Siegenbeek van Heukelom
Agatha Abrahamina „Atie“ Siegenbeek van Heukelom (* 11. April 1913 in Rotterdam; † 14. Februar 2002 in Amerongen in der Gemeinde Utrechtse Heuvelrug) war eine niederländische Illustratorin, Zeichnerin und Kinderbuchautorin und während des Zweiten Weltkriegs in der Widerstandsbewegung aktiv.

## Werdegang
Atie Siegenbeek van Heukelom wurde als jüngste Tochter des Allgemeinmediziners Jan Siegenbeek van Heukelom (1877–1941) und von Catharina Elisabeth Fockema (1880–1964) in der Gemeinde Utrechtse Heuvelrug geboren. Zusammen mit ihrer zwei Jahre älteren Schwester Bep wuchs sie in der Mathenesserlaan in Rotterdam auf. Wie ihre Schwester zeichnete sie bereits als Kind. Mit siebzehn Jahren zog sie zunächst zu Freunden ihrer Eltern in Amsterdam und begann an der Kunstgewerbeschule (heute Gerrit Rietveld Academie) Innenarchitektur zu studieren. Danach wechselte sie an die Schule Reimann, eine private Kunst- und Kunstgewerbeschule in Berlin-Schöneberg und anschließend an die Akademie der Bildenden Künste München. An beiden Schulen hatte sie jüdische Lehrer, viele internationale Mitschüler und erhielt einen guten Überblick über die deutsche und internationale politische Lage. Nach ihrer Rückkehr in die Niederlande 1938 entwarf sie kurzzeitig Schaufenster für die Bijenkorf-Filialen in Rotterdam und Den Haag und begann im selben Jahr als Illustratorin für die Amsterdamer Foto- und Designagentur Co-op 2 von Paul Guermonprez und seiner Frau Trude Jalowetz zu arbeiten.

### Tätigkeit im Widerstand
Nach Ausbruch des Zweiten Weltkrieges und der Besetzung der Niederlande arbeitete Atie Siegenbeek van Heukelom weiterhin für Paul Guermonprez. Gemeinsam veröffentlichten sie 1941 die Broschüre „Praktisches Sparen“ mit dem Motto: „Verdunkeln Sie das Zuhause, aber nicht die Stimmung.“ Über ihn wurde sie als Kurierin für die niederländische Widerstandsorganisation Raad van Verzet tätig und arbeitete für Gerrit van der Veen. Nach der Verhaftung von Gerrit van der Veen am 12. Mai 1944 wurde auch sie am 26. Mai 1944 an ihrer Privatadresse festgenommen und in das Amsterdamer Gefängnis am Amstelveenseweg gebracht. Dort erfuhr sie von der Erschießung ihrer Freunde am 10. Juni.

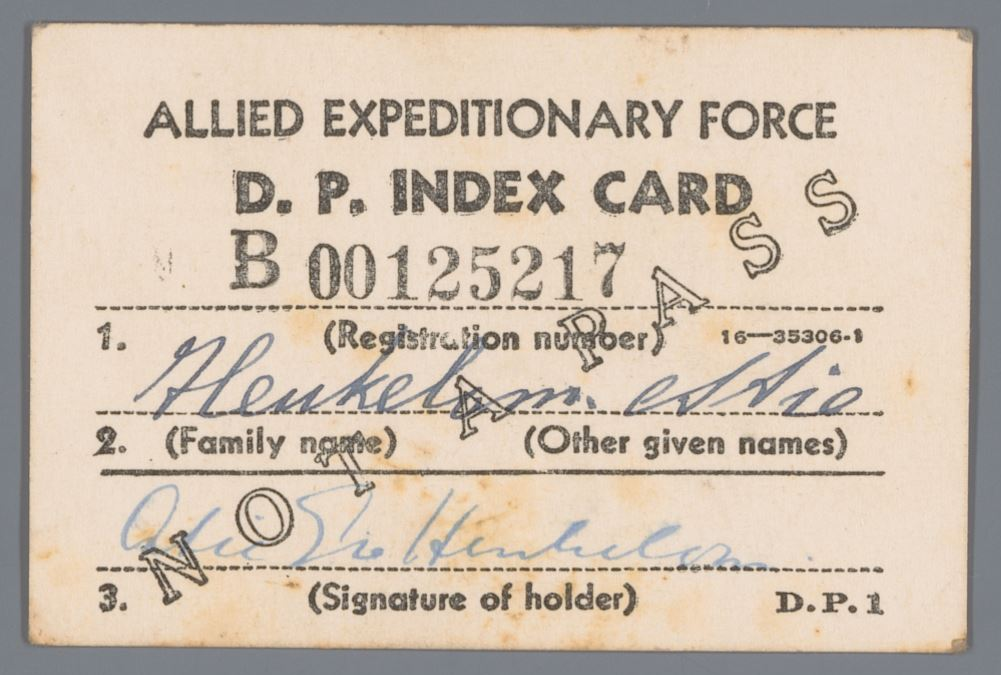
„Displaced Person Index Card“ für Atie Siegenbeek van Heukelom als Ausweis und zur Reiseberechtigung nach der Befreiung im Mai/Juni 1945

Am 12. August 1944 wurde sie in das KZ Herzogenbusch deportiert und von dort mit dem letzten Transport am 6. September 1944 in das Frauenlager des KZ Ravensbrück, wo sie am 9. September 1944 eintraf. Es folgten weitere Deportationen in verschiedene Konzentrationslager, zu Fuß und in überfüllten, teilweise offenen Zugwaggons: zusammen mit anderen niederländischen Frauen, darunter Mien Elffers-Harmsen und Tineke Wibaut, wurde sie am 27. September 1944 nach Reichenbach in das KZ-Außenlager des KZ Groß-Rosen deportiert. Dort fertigte Atie Siegenbeek van Heukelom eine Stickerei mit Lagerszenen an. Die Fäden löste sie aus ihrem Hemd und bat slawische Gefangene um bunte Fäden aus deren Kopftüchern. Vom 18. bis 28. Februar 1945 befand sie sich auf dem Transport in das Außenlager Salzwedel des KZ Neuengamme, aus dem sie am 14. April 1945 befreit wurde.

### Weiteres Leben
Ende April 1945 kehrte Atie Siegenbeek van Heukelom in die Niederlande zurück. Sie zog in den Amsterdamer Jordaan und verarbeitete in den folgenden Monaten ihre Kriegs- und KZ-Erlebnisse durch eine mit ihren Zeichnungen illustrierte Schilderung des Lagerlebens. Ihr Bericht „Zeven maanden in Duitsche concentratiekampen“ erschien 1945 in der Ausgabe 6 von ’t Venster, einer Veröffentlichung der niederländischen, britischen und amerikanischen Informationsdienste, die in London gedruckt wurde. Sie entschloss sich, künftig freiberuflich zu arbeiten.
1946 engagierte Atie Siegenbeek van Heukelom sich kurzzeitig in der Amsterdamer Frauenpartei Praktisch Beleid der Feministin Mies Boissevain-van Lennep, die sie aus den Konzentrationslagern Herzogenbusch und Ravensbrück kannte. Sie war jedem Vereinsleben abgeneigt. Statt die Feiern zum Gedenken an Ravensbrück zu besuchen, feierte Atie Siegenbeek van Heukelom mit einem gemeinsamen Essen ab 1946 jedes Jahr mit den Frauen, die mit ihr zusammen in den verschiedenen Lager gewesen waren. Sie zog es vor, als „Zeichnerin“ und nicht als „Widerstandskämpferin“ charakterisiert zu werden.
Mitte der sechziger Jahre zog Atie Siegenbeek von Heukelom in einen umgebauten Süßwarenladen in Amerongen. Sie arbeitete dort bis ins hohe Alter und starb Mitte Februar 2002 zu Hause.

## Werk
Nach „Zeven maanden in Duitsche concentratiekampen“ aus dem Jahr 1945 arbeitete Atie Siegenbeek von Heukelom freiberuflich und erhielt durch Kontakte über die Gebonden Kunsten federatie (GKf) verschiedene Aufträge. Sie illustrierte mehr als zehn Kinder- und Jugendbücher, 1948 das feministische Standardwerk „Van moeder op dochter“ und ein Jahr später „In vogelvlucht. Inleiding tot de geschiedenis van de Vrouwenbeweging in Nederland“. Zudem schrieb sie mehrere ebenfalls selbst verfasste und illustrierte Kinderbücher, von denen Arabella de Hemelkat 1967 den Kritikerpreis gewann.
In den 1950er Jahren war Atie Siegenbeek von Heukelom Illustratorin für die Zeitschrift Denken en doen des niederländischen Hausfrauenverbandes. Außerdem entwarf sie Kinderbriefmarken, zeichnete Ansichtskarten für das niederländische Komitee für Kinderbriefmarken illustrierte das Kindermagazin Kris Kras, entwarf Stickmuster, gestaltete die Broschüre zum nationalen Befreiungstag 1960 und zeichnete eine Werbepublikation für den Möbeldesigner Gispen.
Atie Siegenbeek von Heukelom zeichnete fast nie aus dem Gedächtnis, sondern verwendete Fotografien als Vorlage. Sie zeichnete und malte mit Aquarellfarbe, Bleistift und gelegentlich mit Gouache, wobei sie das harte Schwarz der Tinte mit sanften Farben kombinierte. Ihre oft skizzenhaften Zeichnungen sind verspielt und humorvoll, ihr flüssiger Zeichenstil erinnert an Jo Spier, dessen Arbeit sie bewunderte.
Werke von Atie Siegenbeek von Heukelom, darunter Zeichnungen des Lebens in den Konzentrationslagern, befinden sich in der Sammlung des Rijksmuseum Amsterdam.

## Illustrationen und Veröffentlichungen
Illustrationen (Auswahl):
- 1947: Kleine Kauri en Lappi. Kinderbuch von Stefán Júlíusson
- 1957: Rood-wit-blauw. Kindergedichte, gesammelt von Mies Bouhuys
- 1961: De eerste schoolreis. Kinderbuch von Janke Siebenga
- 1964: In de bloementuin. Kinderbuch von Marijke van Bolhuis
- 1969: Amsterdam in Kruisjes. Kinderbuch
- 1972: Het laantje met de lindeboom. Kinderbuch von Leonie Kooiker
- 1972: Het laantje met de lindeboom. Kinderbuch von Leonie Kooiker
- Mitte der 1960er Jahre: Leentje Loos und Familie Kipstra. Bildergeschichte für die Kinderzeitschrift Kris Kras
- Ende der 1960er Jahre: Catootje, Pien en Petra. Bildergeschichte für das Utrechtsch Nieuwsblad
- verschiedene Schulbücher[2]
- 1983: Zo ben je daar. Kampervaringen, Buch von Tineke Wibaut-Guilonard, Ploegsma, Amsterdam 1983, ISBN 978-9-0216-0625-5

Eigene Bücher (Auswahl):
- 1964: Brieven aan Bernard. Kinderbuch mit Zeichnungen in Aquarelltechnik, veröffentlicht als Comicstrip in Het Stadsblad und als Buchausgabe von Kris Kras, Amsterdam
- 1966: Arabella de Hemelkat. Kris Kras, Amsterdam<
- 1973: Het Wereld Wonder, of de familie Fluite protesteert. Lemniscaat, Rotterdam[2]